# Tony Estanguet
Tony Estanguet (* 6. května 1978 Pau) je bývalý francouzský vodní slalomář, kanoista, který závodil v kategorii C1.
Je trojnásobným olympijským vítězem ve vodním slalomu v kategorii C1 z LOH 2000, 2004 a 2012. Na Letních olympijských hrách 2008 obsadil 9. místo, na této olympiádě byl rovněž vlajkonošem francouzské výpravy na zahajovacím ceremoniálu her. Z mistrovství světa i Evropy má řadu medailí, v letech 2003 a 2004 též vyhrál celkové pořadí Světového poháru v závodech C1. Sportovní kariéru ukončil v roce 2012.
Jeho otec Henri Estanguet, také kanoista, získal medaile na mistrovstvích světa v 70. letech 20. století. Jeho bratr Patrice Estanguet získal bronzovou medaili na Letních olympijských hrách 1996 v Atlantě.
Na Letních olympijských hrách 2012 v Londýně byl zvolen do Komise sportovců Mezinárodního olympijského výboru. V srpnu 2016 byl zvolen jejím místopředsedou.
Je spolupředsedou kandidatury Paříže na uspořádání Letních olympijských her 2024. V případě, že Paříž porazí Los Angeles a pořadatelství her získá, počítá se s ním jako s předsedou organizačního výboru her.

## Úspěchy
Letní olympijské hry
- olympijský vítěz C1: 2000, 2004, 2012

Mistrovství světa
- mistr světa C1: 2006, 2009, 2010
- mistr světa C1 družstva: 2005, 2007
- 2. místo C1: 2003, 2005, 2007
- 2. místo C1 družstva: 1997, 2003, 2009
- 3. místo C1 družstva: 1999

Mistrovství Evropy
- mistr Evropy C1: 2000, 2006, 2011
- mistr Evropy C1 družstva: 2011
- 2. místo C1: 2002, 2012
- 2. místo C1 družstva: 2009
- 3. místo C1 družstva: 2007, 2010, 2012

Mistrovství Francie
- mistr Francie C1 v letech 1997, 1999, 2000, 2003, 2004, 2005, 2006, 2007 a 2009

Světový pohár
- celkový vítěz C1 v letech 2003 a 2004